# Olszyny (Szczytno)
Olszyny (deutsch Olschienen, 1938 bis 1945 Ebendorf (Ostpr.)) ist ein Dorf in der polnischen Woiwodschaft Ermland-Masuren. Es gehört zur Gmina Szczytno (Landgemeinde Ortelsburg) im Powiat Szczycieński (Kreis Ortelsburg).

## Geographische Lage
Olszyny liegt in der südlichen Mitte der Woiwodschaft Ermland-Masuren, acht Kilometer östlich der Kreisstadt Szczytno (deutsch Ortelsburg). In den sumpfigen Wiesen östlich des Dorfes entspringt das Flüsschen Radostówka (bis 1945 Westkanal), das – ursprünglich eine Entwässerungsrinne – wenig später in das Flüsschen Jerutka (Ostkanal) mündet.

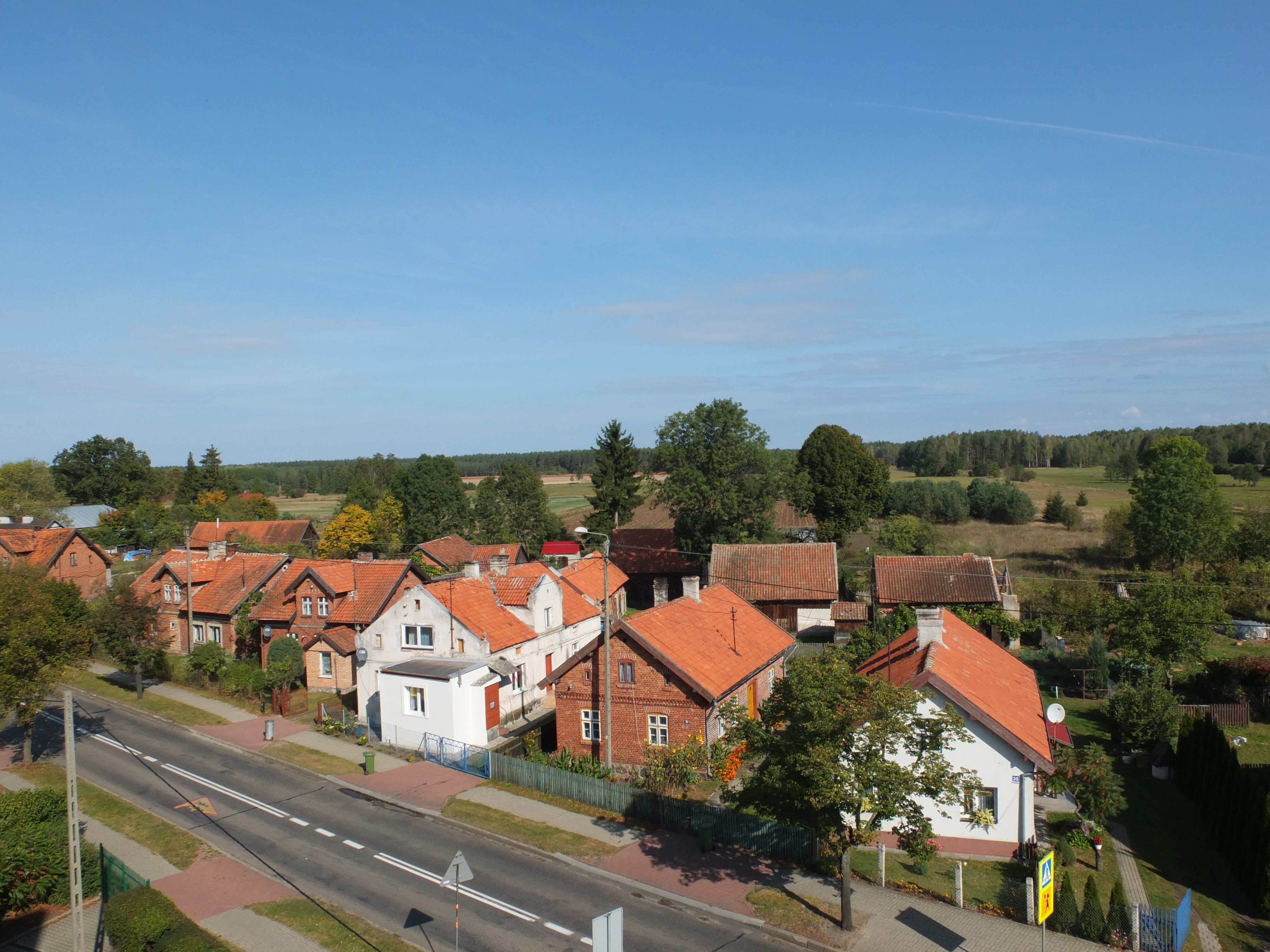
Wohnhäuser in Olszyny

## Geschichte
Olschienen wurde 1687 als Schatulldorf auf forstwirtschaftlichem Boden gegründet: am 25. März jenes Jahres erhielt Friedrich Speck aus Piassutten (1938 bis 1945 Seenwalde, polnisch Piasutno) durch Handfeste den Auftrag, „im Beritt des Wildnisbereiters Willudovius in der Corpeller Forst (Land) auszuroden, urbar zu machen, ein neues Dorf anzulegen und selbiges mit Mannschaft zu besetzen...“. 1756 klagten die Einwohner über Überschwemmungen und baten um Schaffung einer Vorflut. 1787 galten die Vermögensumstände der Olschiener als „schlecht beschaffen“.
Im Jahre 1874 wurde das Dorf in den neu errichteten Amtsbezirk Klein Jerutten (polnisch Jerutki) im ostpreußischen Kreis Ortelsburg eingegliedert. Der Anschluss Olschienens an die Bahnstrecke Ortelsburg–Johannisburg im Jahre 1884 und der spätere Ausbau der Straße Olschienen–Gawrzialken (1938 bis 1945 Wilhelmsthal, polnisch Gawrzyjałki) brachten große wirtschaftliche Fortschritte, ebenso die Vertiefung des Westkanals (polnisch Radostówka) im Jahre 1938.
Die Einwohnerzahl Olschienens belief sich im Jahre 1910 auf 868. Sie stieg bis 1933 auf 880.
Aufgrund der Bestimmungen des Versailler Vertrags stimmte die Bevölkerung im Abstimmungsgebiet Allenstein, zu dem Olschienen gehörte, am 11. Juli 1920 über die weitere staatliche Zugehörigkeit zu Ostpreußen (und damit zu Deutschland) oder den Anschluss an Polen ab. In Olschienen stimmten 680 Einwohner für den Verbleib bei Ostpreußen, auf Polen entfielen keine Stimmen.
Am 3. Juni – amtlich bestätigt am 16. Juli – 1938 wurde Olschienen aus politisch-ideologischen Gründen der Abwehr fremdländisch klingender Ortsnamen in „Ebendorf (Ostpr.)“ umbenannt. Die Einwohnerzahl betrug 1939 noch 861.
Als 1945 in Kriegsfolge das gesamte südliche Ostpreußen an Polen fiel, war auch Ebendorf davon betroffen. Es erhielt die polnische Namensform „Olszyny“ und ist heute – als Sitz eines Schulzenamtes (polnisch Sołectwo) – eine Ortschaft im Verbund der Landgemeinde Szczytno (Ortelsburg) im Powiat Szczycieński (Kreis Ortelsburg), bis 1998 der Woiwodschaft Olsztyn, seither der Woiwodschaft Ermland-Masuren zugehörig. Im Jahre 2011 zählte Olszyny 923 Einwohner.

## Landwirtschaftsmuseum

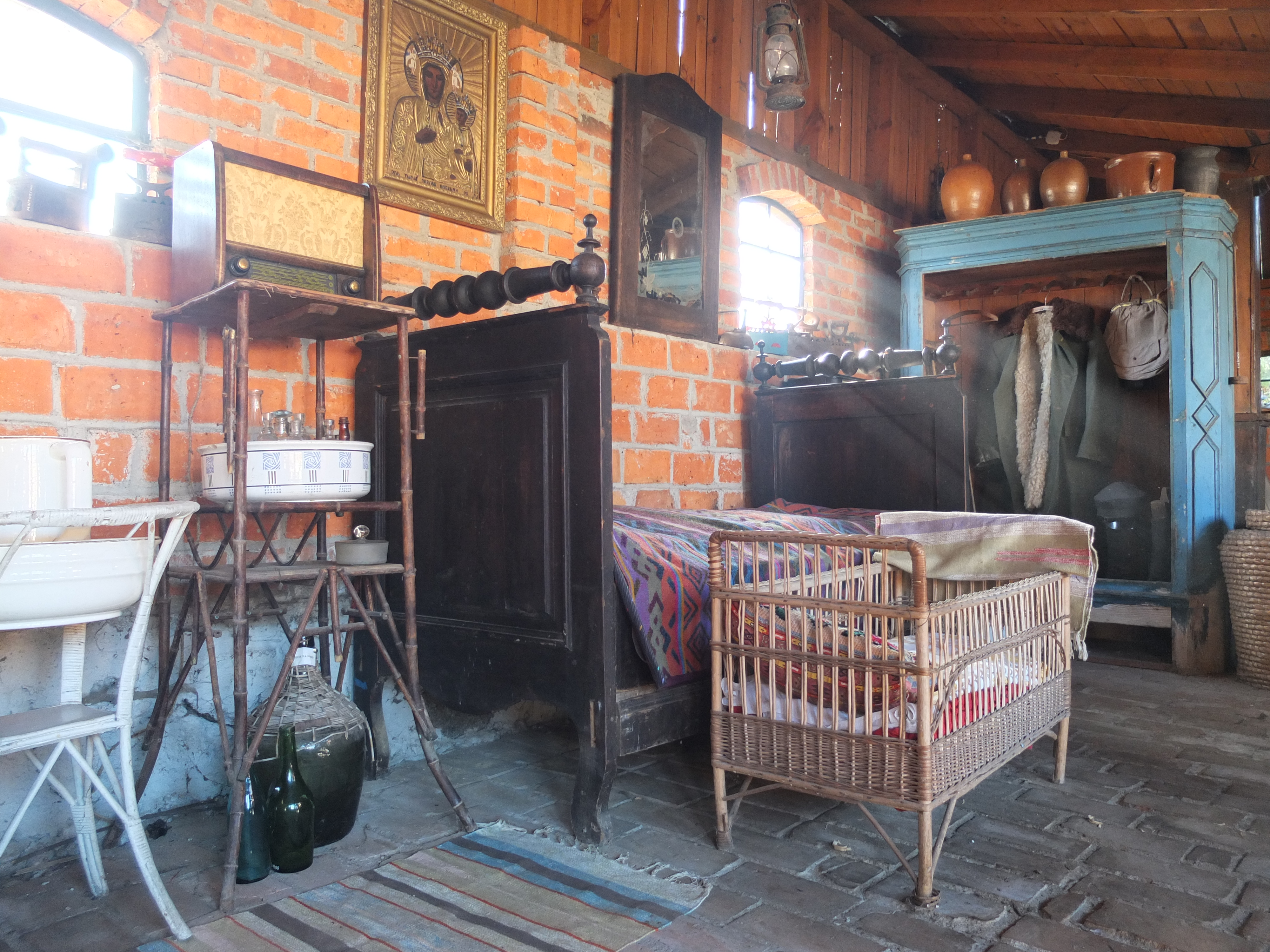
Landwirtschaftsmuseum in Olszyny

Seit dem Jahre 2002 besteht in Olszyny ein Landwirtschaftsmuseum (polnisch Muzeum Rolnicze), das von Zygmunt Rzap gegründet wurde. Es werden landwirtschaftliche Geräte sowie Maschinen gezeigt, deren ältestes Teil aus dem 17. Jahrhundert stammt.

## Kirche
Bis 1945 war Olschienen resp. Ebendorf in die evangelische Kirche Klein Jerutten in der Kirchenprovinz Ostpreußen der Kirche der Altpreußischen Union, außerdem in die römisch-katholische Kirche Ortelsburg im damaligen Bistum Ermland eingepfarrt.
Heute gehört Olszyny zur evangelischen Pfarrei in Szczytno in der Diözese Masuren der Evangelisch-Augsburgischen Kirche in Polen sowie zur katholischen Pfarrei in Jerutki im jetzigen Erzbistum Ermland.

## Schule
In Olschienen bestand eine Dorfschule, in der dreiklassig unterrichtet wurde. 1926/27 erhielt sie einen Neubau.

## Verkehr

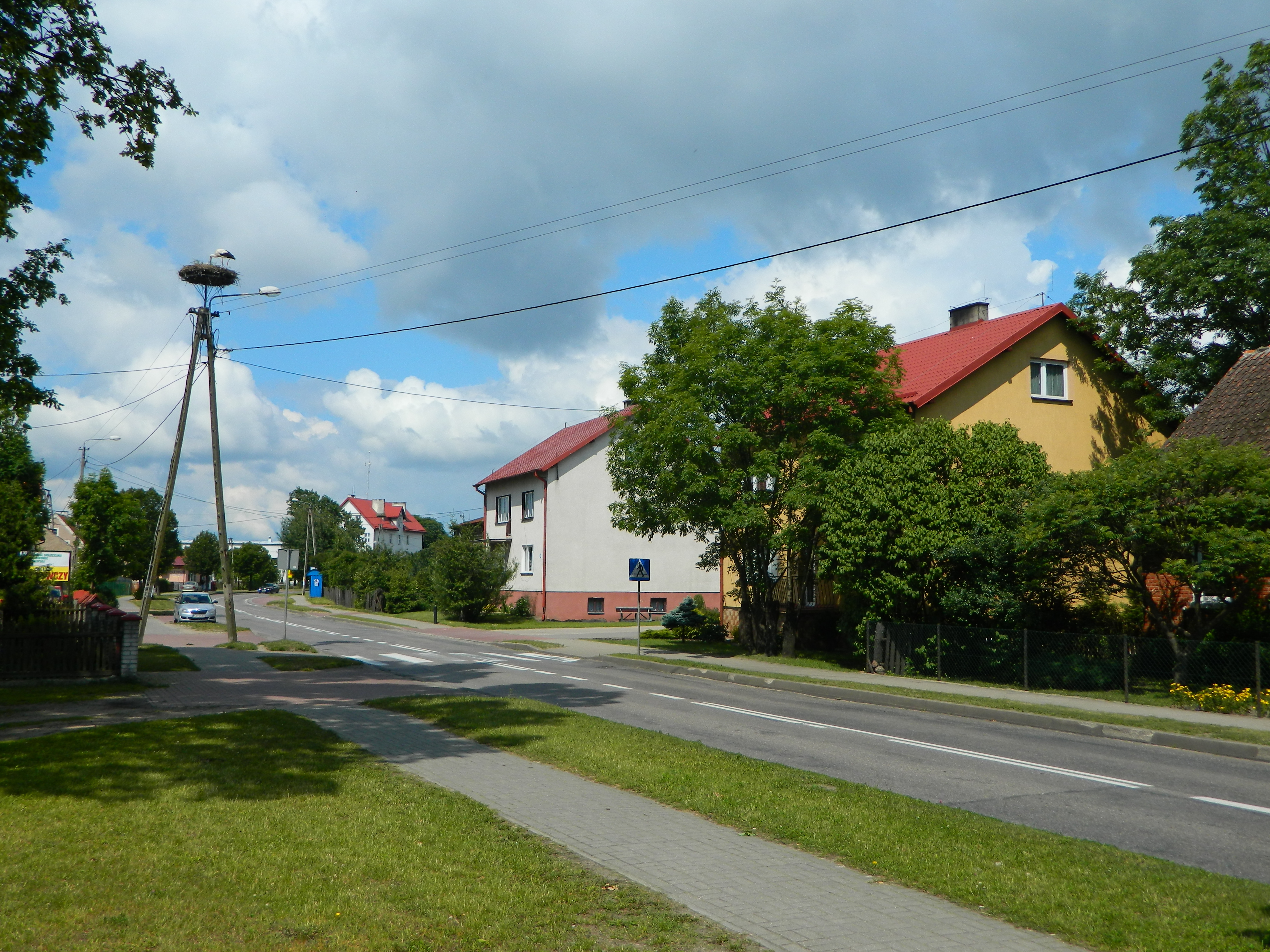
Storchennest an der Ortsdurchfahrt Olszyny der Landesstraße 53

### Straßen
Olszyny liegt verkehrsgünstig an der polnischen Landesstraße 53 (einstige deutsche Reichsstraße 134) die von Olsztyn (Allenstein) durch die südliche Woiwodschaft Ermland-Masuren bis nach Ostrołęka in der Woiwodschaft Masowien führt. Die 1922 ausgebaute Chaussee verbindet Olszyny mit der südlichen Nachbarregion und den Dörfern Niedźwiedzie (Bärenbruch) und Gawrzyjałki (Gawrzialken, 1938 bis 1945 Wilhelmsthal).

### Schienen
Am 15. August 1884 wurde Olschienen Bahnstation an dem neu errichteten Abschnitt Ortelsburg–Johannisburg der heutigen Bahnstrecke Olsztyn–Ełk. Der einstige Bahnhof und heutige Haltepunkt liegt an der Straße nach Gawrzyjałki.